# ترتل ۵۰۳۶
سیارک ۵۰۳۶ (به انگلیسی: 5036 Tuttle، نامگذاری:1991US2) پنج هزار و سی و ششمین سیارک کشف شده‌است که در ۳۱ اکتبر ۱۹۹۱ کشف شد.
قدر مطلق سیارک برابر ۱۱٫۴۰ است.